# Charles Briggs
Charles James Briggs (Hylton Castle, 1865 – Hylton Castle, 1941) è stato un generale britannico.

## Biografia
Nato dal colonnello Charles James Briggs, l'educazione del giovane Charles ebbe luogo per gran parte all'estero, in Francia ed in Germania. Egli divenne quindi membro del 1st King's Dragoon Guards il 30 gennaio 1886 e prestò servizio come Aiutante di Campo del General Officer Commanding in Egitto dal 1892 al 1893. Egli divenne aiutante del 1st Dragoon Guards nel novembre del 1894 e fu aiutante del 4th Cavalry Brigade nell'aprile del 1897. Egli prestò servizio nella Seconda guerra boera come Maggiore della 3rd Cavalry Brigade e venne ferito nella Battaglia di Magersfontein. Egli ottenne quindi il comando del 1st Imperial Light Horse e poi della colonna mobile prima di essere trasferito al 6th Dragoons nel luglio del 1904.
Egli venne nominato comandante dei volontari del Transvaal nel 1905 e prese parte alla soppressione della Ribellione di Bambatha nel 1906. Egli venne nominarto comandante del South Eastern Mounted Brigade nel 1910 e comandò la Blue cavalry nelle manovre d'armi del 1912. Egli prestò servizio nella prima guerra mondiale inizialmente come comandante della 1st Cavalry Brigade nel British Expeditionary Force prendendo parte all'Azione di Néry. Egli comandò la 3rd Cavalry Division dal maggio del 1915, la 28th Division a Salonika dall'ottobre del 1915 ed il XVI Corps (poi ridisegnata nel British Salonika Army) dal maggio del 1916.
Egli fu a capo della British Military Mission nella Russia meridionale dal febbraio al giugno del 1919 prima di ritirarsi nel febbraio del 1923. Dopo essersi ritirato dal servizio attivo, divenne colonnello dei King's Dragoon Guards dal 16 marzo 1926 al 31 dicembre 1939.